# Кирилл (Драгунис)
Митрополи́т Кири́лл (греч. Μητροπολίτης Κύριλλος, в миру Гео́ргиос Драгу́нис, греч. Γεώργιος Δραγούνης; 9 января 1942, Тепекёй, Чанаккале — 26 мая 2025, Стамбул) — епископ Константинопольской православной церкви, митрополит Мосхонисийский (с 2020).

## Биография
Родился 9 января 1942 года в семье Панайотиса и Марии Драгунис в местечке Агридия на острове Имврос, в Турции.
Первые знания получил на своей родине и затем, заботой тогдашнего митрополита Имврского и Тенедского Мелитона (Хадзиса) поступил в Халкинскую богословскую школу и в том же году её ректором митрополитом Ставропольским Максимом (Репанеллисом) был рукоположён в сан диакона.
В 1967 году по окончании Богословской школы на острове Халки причислен Патриархом Константинопольским Афинагором к Патриаршему Двору, в качестве Патриаршего диякона, отслужив между тем свою воинскую службу.
Служил третьим, потом вторым архидиаконом, а затем великим архидиаконом Константинопольского Патриархата.
В 1979—1980 годы, будучи великим архидиаконом, отправлен в качестве стипендиата Константинопольской Патриархии на учёбу в Англию, где изучал английский язык и англиканское богословие в частном богословском колледже Oak Hill.
15 октября 1985 года Священным Синодом Константинопольской Православной церкви был единогласно избран титулярным митрополитом Селевкийским, после чего митрополитом Филадельфийским Варфоломеем был рукоположён в сан пресвитера.
27 октября 1985 года рукоположен в сан титулярного митрополита Селевкийского. Хиротонию возглавил митрополит Ставропольский Максим (Репанеллис).
Будучи митрополитом Селевкийским, возглавлял четвёртое благочиние Константинопольской архиепископии; в его подчинении находилось 11 церквей.
13 октября 1994 года стал правящим митрополитом Селевкийским, ипертимом и экзархом Исаврии.
Принимал участие в различных научно-богословских конференциях.
5 сентября 2002 года избран правящим митрополитом Имврийским и Тенедским, ипертимом и экзархом Эгейского Моря.
9 марта 2020 года назначен митрополитом Мосхонисийский.
Умер 26 мая 2025 года в возрасте 83 года.